# ハンサム落語
ハンサム落語（はんさむらくご）は、古典落語を現代風にアレンジし2人1組で掛け合いを披露する、2013年2月より始まった舞台公演シリーズ。脚色・脚本はなるせゆうせい。制作は株式会社CLIE。

## 公演一覧

### 第一幕
2013年2月7日 - 11日、シアターサンモールにて全９公演。
出演者
- 磯貝龍虎
- 加藤良輔
- 崎本大海
- 寿里
- 平野良
- 宮下雄也
- 吉田友一

### 第二幕
2013年8月13日 - 18日 、赤坂REDシアターにて全12公演。
演目
厠火事／饅頭こわい／転失気
出演者
- 磯貝龍虎
- 加藤良輔
- 崎本大海
- 平野良
- 宮下雄也
- 村田充
- 吉田友一

### 第三幕
2014年2月6日 - 11日に赤坂REDシアター、2014年2月15日・16日にテイジンホールにて上演。全18公演。
演目
明鳥／死神／文七元結／抜け雀
出演者
- 荒木宏文
- 磯貝龍虎
- 林明寛
- 平野良
- 宮下雄也
- 吉田友一

### 第四幕
2014年5月14日 - 18日、CBGKシブゲキ!!にて全10公演。
演目
持参金／紙入れ／死ぬなら今／火事息子
出演者
- 磯貝龍虎
- 植田圭輔
- 太田基裕
- 上田竜司
- 平野良
- 藤原祐規

### 第五幕
2015年2月13日の東京公演を皮切りに、初の福岡・東京凱旋公演を行い、シリーズ最長となる全42公演。
- 東京　2015年2月13日 - 22日 赤坂REDシアター
- 大阪　2015年2月27日 - 3月1日 テイジンホール
- 福岡　2015年3月3日 - 4日 アクロス円形ホール
- 東京凱旋　2015年3月10日 - 15日 CBGKシブゲキ!!

演目
出来心／心眼／一眼国／八五郎出世
出演者
- 磯貝龍虎
- 小谷嘉一
- 寿里
- 末松拓馬
- 林明寛
- 平野良
- 宮下雄也
- 吉田友一
- 米原幸佑

### 第六幕
2015年6月 - 7月、東京・大阪で全26公演。
- 東京　2015年 6月13日 - 21日 CBGKシブゲキ!!
- 大阪　2015年 6月26日 - 6月28日 テイジンホール
- 東京凱旋　2015年 7月1日 - 7月5日 CBGKシブゲキ!!

演目
錦明竹／はてなの茶碗／もう半分／たちぎれ線香
出演者
- 磯貝龍虎
- 井深克彦
- 植田圭輔
- 植野堀誠
- 北村諒
- 桑野晃輔
- 平野良
- 松本寛也
- 宮下雄也
- 米原幸佑

### 第七幕
2016年2月、東京・大阪にて上演。
- 東京　2016年2月5日 - 14日 赤坂REDシアター
- 大阪　2016年2月19日 - 21日 テイジンホール
- 東京凱旋　2016年2月24日 - 28日 CBGKシブゲキ!!

演目
千両みかん／看板のピン／お直し／笠と赤い風車
出演者
- 磯貝龍虎
- 加藤良輔
- 碕理人
- 土屋シオン
- 西山丈也
- 林明寛
- 平野良
- 前山剛久
- 宮下雄也

### 第八幕
2016年11月、東京・大阪にて全13公演。
- 東京　2016年11月1日 - 6日 CBGKシブゲキ!!
- 大阪　2016年11月11日 - 13日 テイジンホール

演目
花見酒／猫の忠信／品川心中／しじみ売り
出演者
- 磯貝龍虎
- 植田圭輔
- 小笠原 健
- 碕 理人
- 西山丈也
- 林 明寛
- 平野 良
- 宮下雄也
- 吉田友一
- 米原幸佑

### 第九幕
2017年10月11日 - 10月22日、シアターサンモールにて全18公演。脚色に川尻恵太（SUGARBOY）が参加している。
演目
後生鰻／猫の皿／寝床／幾代餅
出演者
- 足立英昭
- 伊崎龍次郎
- 磯貝龍虎
- 反橋宗一郎
- 寺山武志
- 林 明寛
- 平野 良
- 松村龍之介
- 宮下雄也
- 和合真一

### 第十幕
2018年11月に東京・大阪にて全17公演。
- 東京　2018年11月6日 - 11月13日 CBGKシブゲキ!!
- 大阪　2018年11月16日 - 11月18日 シアター朝日

演目
まんじゅうこわい／芝浜／死神／明烏／はてなの茶碗／品川心中／幾代餅　
出演者
- 伊崎龍次郎
- 磯貝龍虎
- 小笠原健
- 桑野晃輔
- 反橋宗一郎
- 林 明寛
- 平野 良
- 松村龍之介
- 宮下雄也
- 米原幸佑
- 和合真一

### 2ndシーズン
2019年7月20日 - 7月31日、赤坂RED／THEATERにて全20公演。
ハンサム落語2ndシーズンでは、出演者を「ハンサム」「二つ目（につめ）」「真打（まうち）」と３チームに分ける新体制となった。
演目
天狗裁き／狸の賽／鴻池の犬／子別れ
出演者
- 磯貝龍虎（真打）
- 河原田巧也（ハンサム）
- 輝山 立（ハンサム）
- 寺山武志（二つ目）
- 林 明寛（真打）
- 平野 良（真打）
- 深澤大河（ハンサム）
- 宮下雄也（真打）
- 横井翔二郎（ハンサム）
- 米原幸佑（真打）
- 和合真一（二つ目）

### ハンサム落語ザ・リモート
2020年6月5日、ニコニコ生放送でライブ配信が行われた。配信では磯貝と反橋、平野と宮下がそれぞれペアを組んで落語を披露。演目は過去に上演された「持参金」「紙入れ」「死ぬなら今」「心眼」「三年目」の5作品から、観客のアンケートで決定された。
出演者
- 磯貝龍虎
- 反橋宗一郎
- 平野 良
- 宮下雄也

### ハンサム落語2021
2021年5月22日 - 31日、浅草花劇場にて全15公演。
演目
一眼国／転失気／持参金／火事息子
出演者
- 磯貝龍虎
- 碕 理人
- 千田京平
- 西田シャトナー
- 林明寛
- 平野 良
- 二葉要
- 二葉勇
- 宮下雄也

## テレビ

### ハンサム落語アワー
2016年5月1日から9月25日にTOKYO MX1のテレビ番組『ブタイモン』内にて放送。「ハンサム落語」を全国に広めるべく、出演者がペアで宣伝行脚の旅に出てふれあいを楽しんだ。
| 地域   | 出演者             | DVD発売日      | JAN           |
| ------ | ------------------ | -------------- | ------------- |
| 群馬   | 磯貝龍虎、植田圭輔 | 2016年11月1日  | 4573295060562 |
| 千葉   | 平野良、宮下雄也   | 2016年11月1日  | 4573295060579 |
| 山梨   | 植田圭輔、宮下雄也 | 2016年12月28日 | 4573295060661 |
| 茨城   | 磯貝龍虎、西山丈也 | 2016年12月28日 | 4573295060678 |
| 神奈川 | 磯貝龍虎、平野良   | 2017年1月31日  | 4573295060685 |
| 栃木   | 植田圭輔、西山丈也 | 2017年1月31日  | 4573295060692 |
| 東京   | 碕理人、米原幸佑   | 2017年2月28日  | 4573295060722 |
| 埼玉   | 平野良、宮下雄也   | 2017年2月28日  | 4573295060739 |